# Grande Palácio de Bangkok

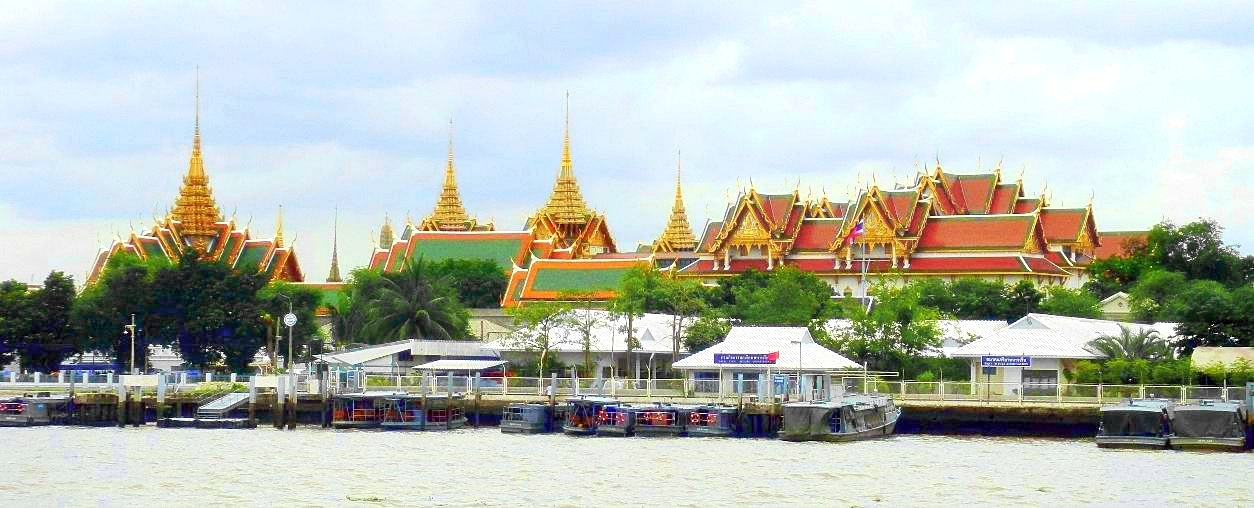
O Grande Palácio de Bangkok.

O Grande Palácio Real (em tailandês: พระบรมมหาราชวัง, Phra Borom Maha Ratcha Wang) é um conjunto de edifícios em Bangkok, Tailândia, que serve como residência oficial do rei de Tailândia desde o século XVIII até ao século XX. Com a morte do rei Ananda Mahidol no Palácio de Baromphiman, o rei Bhumibol Adulyadej nomeou a residência oficial o Palácio Chitralada.
A construção do conjunto do conjunto palaciano teve início em 1782, durante o reinado de Rama I. Se encontra situado a leste do rio Chao Phraya, protegido por ele mesmo. O resto do complexo é defendido por uma cerca de 1 900 metros de longevidade que agrupa uma área de 218 400 metros quadrados. Além da cerca, se encontra um canal, criado também com propósitos defensivos. Assim a área parece uma ilha, conhecida como Rattana Kosin. Os lugares mais destacados são o templo Wat Phra Kaew, que contém a Buda de Esmeralda, e o edifício de estilo renascentista.

## História

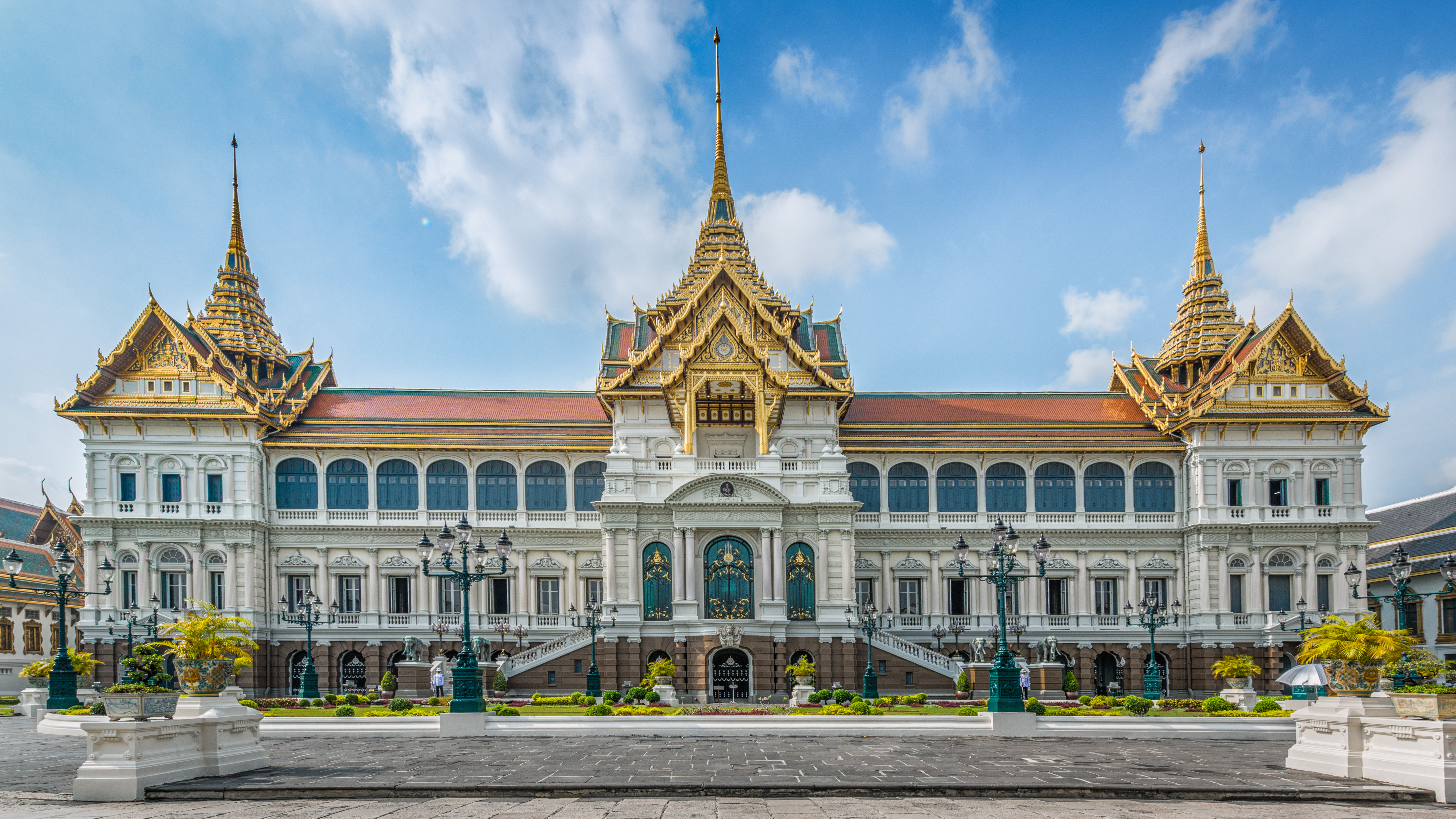
O palácio foi concluído em 1782 e, desde então, é o lar do Rei da Tailândia e sua família.

Quando o rei Buddha Yodfa Chulaloke (Rama I) até que movendo-se para a capital do Sião de Thonburi no oeste de Bangkok a leste do Rio Chao Phraya, o rei decidiu construir um novo palácio magnífico como um lugar de residência, bem como um centro de governo. A área escolhida, no entanto, foi ocupada por mercadores chineses, para quem o rei rapidamente pediu que eles se movem (até a área de Yaowarat atual).
A Torre de ouro começou a construir a 06 de maio de 1782. No início que o Palácio consistia em vários edifícios de madeira, rodeados por quatro lados com uma alta muralha de 1 900 metros de comprimento, encerrando uma área de 218 400 metros quadrados. Logo, o rei ordenou a construção do Templo do Buda de Esmeralda; como seu lugar pessoal do culto e do templo real. Assim que o palácio foi concluído, o rei decidiu ir a uma cerimônia de coroação para celebrar em 1785.
O plano do grande palácio seguido de perto sobre o antigo palácio no Reino de Aiutaia. O palácio é retangular na forma, com o lado ocidental ao lado de um rio e o verdadeiro templo localizado do lado, com todas as estruturas de frente para o norte. O mesmo palácio é dividido em três trimestres: os exteriores bairros, meios quartos e interiores.
O palácio tornou-se o centro do governo de Rattanakosin tempo e a corte real pela maioria dos primeiros dias da Dinastia Chakri até ao reinado do Rei Chulalongkorn (Rama V), que preferiu ficar no Palácio Dusit, mas ainda usado o Grande Palácio como um escritório e um lugar de residência principal. Esta prática foi seguida por seus filhos (Rama VI e VII de Rama), que preferia os seus próprios palácios. O rei Ananda Mahidol (Rama VIII) mudou-se para o palácio em tempo integral após seu retorno do exterior, em 1945. No entanto, após a sua morte misteriosa, um ano mais tarde em um dos palácios no interior do complexo, seu irmão o rei Bhumibol Adulyadej (Rama IX), que lhe sucedeu, ele decidiu mudar-se definitivamente para o Palácio de Chitralada.
O palácio, no entanto, ainda está muito em uso, e muitos rituais reais são realizados aqui pelo rei todos os anos. Outras cerimónias reais aqui são as coroações, funerais, casamentos e banquetes de estado. O jardim do palácio também contêm os escritórios e edifícios da mesa da casa real, o gabinete do secretário particular do rei e o Instituto Real da Tailândia.